# Xtreme Pro Wrestling
Xtreme Pro Wrestling (XPW) var en amerikansk baseret wrestling promotion, der åbnede sine døre i 1999, og lukkede igen i 2003. XPW blev i 1999 anset som en billig udgave af det langt mere populære ECW, og flere gange er XPW blevet beskyldt for at stjæle historier og wrestlere fra ECW. Modsat ECW, var XPW dog baseret i Los Angeles, Californien, mens ECW's hovedkvarter var på den amerikanske østkyst. Samtidig er XPW også altid blevet beskyldt for at indeholde billige produktioner, ulækre og vulgære historier og gimmicks, samt wrestling af ringe kvalitet.

## Historie

### XPW: 1999-2000
XPW blev dannet af den tidligere ECW wrestler Big Dick Dudley, produceren Kevin Kleinrock og direktøren for Extreme Associates, Rob Black, i 1999. Meningen med XPW var at have et alternativ til østkystens ECW, på den amerikanske vestkyst. Derfor var XPW naturligvis også primært præget af utrolig mange lokale wrestlere fra Californien, som man ikke ellers havde set ret tit. Det gav mulighed for navne som Jake Lawless, Damien Steele, Chronic, Carlito Montana og ikke mindst Supreme og Kid Kaos. I begyndelsen var de største stjerner i XPW folk som Big Dick Dudley, den Kevin Nash idoliserende Jake Lawless, "The Real Deal" Damien Steele og den tidligere WWF og ECW stjerne, Chris Candido. Big Dick Dudley var også med-booker i XPW, men han forlod senere firmaet. Damien Steele blev hurtigt behandlet som XPW's største stjerne, og det tydede på at XPW faktisk var i stand til at skabe sine egne stjerner. Han vandt XPW World Heavyweight titlen og var den dominante hovedperson i XPWs tidlige shows. Damien Steele løb dog ind i store personlige problemer og forsvandt fra firmaet. Samtidig blev der fokuseret på den mere "ekstreme" vinkel af firmaet. Såkaldte "Deathmatches", hvor ingredienser som pigtråd, tegnestifter, brændende borde og meget andet blev brugt. Her blev XPW kendetegnet ved folk som The Messiah, Supreme, og tidligere ECW stjerner Axl Rotten og John Kronus i begyndelsen. Der blev endda afholdt en hel turnering, kun med "Deathmatches", og her blev Supreme kåret som den første vinder ved XPW Baptized in Blood – firmaets svar på WrestleMania.

#### Hændelsen ved ECW Heatwave 2000
I sommeren 2000 afholdte ECW for første gang et pay per view i Los Angeles, XPW's hovedkvarter. Dette skabte en del turmult, da seks XPW wrestlere havde købt billetter til forreste række, og da de skabte optøjer igennem showet, udviklede det sig til et slagsmål mellem XPW og ECW folk efter showet. Dette var dog nok til at gøre sig bemærket.

### XPW: 2001-2002
ECW gik konkurs i begyndelsen af 2001, og dette gav XPW en kæmpe mulighed for at slå til og fange de gamle ECW fans opmærksomhed. I løbet af året fik XPW fat i store tidligere ECW navne som New Jack, Sabu og The Sandman, og endda tidligere WCW stjerne Vampiro og Insane Clown Posse for en kort stund. Året blev dog domineret af den konstante kamp mellem The Black Army, ledet af Rob Black og hans kone Lizzy Borden, og medlemmerne Vic Grimes, John Kronus og The Messiah. De kæmpede primært mod Supreme, og i sommeren 2001 blev Supreme alvorligt brændt i en kamp mod Kaos, og han blev indlagt med 3. grads forbrændinger. XPW gik ind i 2002 med The Enterprise vs. The Black Army som den sælgende fejde, og også New Jack vs. Vic Grimes. De to mødte hinanden i en scaffold match i februar, der igen satte XPW i søgelyset da der igen var tæt på at ske en meget alvorlig ulykke da New Jack brød ud af manuskriptet og forsøgte at skade Vic Grimes ved at skubbe ham for langt ud over den scaffold de kæmpede på. New Jack blev fyret kort tid efter, og ved XPW Genocide havde firmaet sin første War Games kamp, mellem The Enterprise og The Black Army. 

## XPW Shows
- XPW Baptized in Blood
- XPW Go Funk Yourself
- XPW Halloween in Hell
- XPW Scene of the Crime
- XPW Redemption
- XPW Rapture
- XPW Damage Inc.
- XPW Retribution
- XPW New Years Revolution
- XPW Free Fall
- XPW Genocide
- XPW Liberty or Death
- XPW Hostile Takeover
- XPW Fallout
- XPW Exit Sandman
- XPW Merry F'n Xmas
- XPW My Bloody Valentine
- XPW Battle of the Burgh

## Tidligere XPW wrestlere
| - Altar Boy Luke (2002-2003) - Angel (2001-2003) - Big Dick Dudley (1999-2000) - Chris Candido (1999-2000) - Chris Hamrick (2002-2003) - Damien Steele (1999-2001) - Dynamite D (2000-2002) - GQ Money (2001-2003) - Jake Lawless (1999-2000) | - Johnny Webb (2000-2002) - John Kronus (2000-2001) - Kid Kaos (1999-2003) - Kristi Myst (1999-2000) - Kris Kloss (kommentator) (1999-2003) - Larry Rivera (kommentator) (1999-2002) - Lizzy Borden (1999-2002) - The Messiah (1999-2001) - New Jack (2001-2002) | - Nozawa (2001) - Pogo the Clown (2001-2002) - Shane Douglas (2000, 2002-2003) - The Sandman (2001-2002) - SNUFF (2002) - Steve Rizzono (2000-2002) - Supreme (1999-2003) - Veronica Caine (2000-2002) - Vic Grimes (2001-2003) |